# Экономика Белорусской ССР
Экономика Белорусской ССР (бел. Эканоміка Беларускай ССР) — составная часть экономики СССР, расположенная на территории Белорусской ССР. Составляла единый Белорусский экономический район.

## Промышленность
Ведущие отрасли промышленности:
- машиностроительная и металлообрабатывающая
- лёгкая
- пищевая

В период индустриализации СССР на территории БССР было построено несколько крупных промышленных предприятий — завод «Гомсельмаш», Могилёвская фабрика искусственного шёлка, Бобруйский деревообрабатывающий комбинат, электростанция БелГРЭС (Оршанский район), Минская ТЭЦ-2, швейная фабрика «Знамя индустриализации» (Витебск), чулочно-трикотажная фабрика КИМ (Витебск), Могилёвский труболитейный завод, Кричевский цементный завод, Гомельский стеклозавод. В отличие от РСФСР и УССР, первоочередное внимание в БССР уделялось развитию лёгкой и пищевой промышленности. В 1940 году предприятия БССР производили 40 % общесоюзного производства химических волокон, 33,8 % фанеры, 30 % искусственной олифы, 27 % спичек, 11 % маргарина, 10,2 % металлорежущих станков. В конце 1940-х годов с широким привлечением оборудования, полученного по репарациям из Германии и по линии UNRRA, началось строительство Минского автомобильного и тракторного заводов, а также других предприятий. В 1956—1965 годах были введены в эксплуатацию, в числе прочих, Берёзовская ГРЭС, Белорусский автозавод в Жодино, Минский моторный завод, Новополоцкий НПЗ, 1-й Солигорский калийный комбинат, Светлогорский завод искусственного волокна. В 1970-е — 1980-е годы были построены Белорусский шинный комбинат в Бобруйске, Мозырский НПЗ, Белорусский металлургический завод в Жлобине, Гродненский завод синтетического волокна и другие предприятия. Особенно быстро развивались отрасли промышленности, характерные для пятого технологического уклада (электронная и радиотехническая промышленность, приборостроение). Было освоено производство ЭВМ 3-го и 4-го поколений, высокоточных станков, цветных телевизоров и прочей инновационной для своего времени продукции.
Энергетика Беларуси базировалась на газе, нефти (мазуте), торфе, угле. Велась добыча нефти и торфа. Крупнейшие предприятия электроэнергетики республики: Лукомльская ГРЭС, Берёзовская ГРЭС имени 50-летия БССР, Смолевичская ГРЭС. Ведущее место по объёму валовой продукции занимали машиностроение и металлообработка, особенно авто- и тракторостроение (Минск, Жодино, Могилёв) и станкостроение (Минск, Витебск, Гомель, Пинск, Орша, Молодечно). Были развиты приборостроение, радиотехническая, радиоэлектронная (Минск, Витебск, Гомель, Мозырь, Брест, Лида и другие) отрасли промышленности. Предприятия этих отраслей поставляли: электронно-вычислительные машины, оптические, электроизмерительные, регулирующие приборы, киноаппаратуру, телевизоры, часы и другое.
Химическая и нефтехимическая промышленность специализировалась на производстве минеральных удобрений, шин, пластических масс и синтетических материалов, главным образом химических волокон (Светлогорск, Могилёв, Новополоцк, Гродно, Гомель, Брест и другие). Создано крупнейшее в СССР производство калийных удобрений на базе Старобинского месторождения калийных солей. Были созданы крупные нефтеперерабатывающие заводы (Новополоцк, Мозырь). Развивалась микробиологическая и биохимическая промышленность (Новополоцк, Мозырь). Имелись производство строительных материалов и стекольная промышленность (Гомель, Борисов и другие). Лесная и деревообрабатывающая отрасли промышленности были представлены лесозаготовительными, лесопильными, мебельными предприятиями, производством деревянных стройдеталей, фанеры, целлюлозно-бумажной, спичечной отраслями (Бобруйск, Мозырь, Гомель, Могилёв, Минск, Витебск, Пинск). Из отраслей лёгкой промышленности выделялись текстильная (льняная — Оршанский льнокомбинат, хлопчатобумажная — Барановичский хлопчатобумажный комбинат), трикотажная, кожевенно-обувная отрасли. Значительной была пищевая промышленность (мясная, маслосыродельная, мукомольно-крупяная, консервная, крахмало-паточная и другие).
Несмотря на активное внедрение новых производственных технологий, износ активной части основных промышленно-производственных фондов к 1980-м годам превысил критический показатель в 80 %. Темпы роста промышленного производства долгое время превосходили средние по СССР. Однако к середине 1980-х годов среднегодовые темпы роста продукции промышленности и прироста производительности труда начали замедляться. Экономика БССР была в целом ориентирована на вывоз продукции в другие республики СССР и на экспорт. В конце 1980-х годов сальдо торговли товарами с другими республиками СССР было положительным (+3,1 млрд рублей), а с зарубежными странами — отрицательным (-2,3 млрд рублей). Некоторое оживление экономики наблюдалось в 1986—1987 годах в связи с переходом предприятий отдельных отраслей промышленности на хозрасчёт.

### Военно-промышленный комплекс
- С 1957 по 1962 год объём военного производства увеличился в 12 раз.

## Сельское хозяйство
В 1920-е годы сельское хозяйство оставалось ведущей отраслью экономики. Введение новой экономической политики положительно сказалось на развитии сельского хозяйства. Проводившаяся политика развития товарно-денежных отношений в сельской местности (прищеповщина) в 1929 года была отвергнута партийным руководством за «правый уклон». Коллективизация содействовала проведению индустрализации путём обязательных поставок продукции сельского хозяйства по очень низким ценам. При этом для большинства колхозников главным источником пропитания были не трудодни за работу в колхозе, а работа в личных подсобных хозяйствах. Насильственное обобществление скота и нехватка кормового зерна и картофеля привели к значительному падению его поголовья: за 1928—1932 годы поголовье овец сократилось более чем вдвое, свиней — на 37,9 %, крупного рогатого скота — на 34,2 %. В целом в колхозах вводились более продуктивные методы ведения хозяйства, внедрялась новая техника, однако основные успехи в растениеводстве были достигнуты за счёт освоения новых земель и сокращения паров. В конце 1930-х годов 3,9 % земельных площадей, которые занимали личные хозяйства населения, давали 45 % всей сельскохозяйственной продукции, в том числе более 70 % мяса и молока.
В середине 1960-х годов в БССР были предприняты меры по интенсификации сельскохозяйственного производства, что, в частности, проявилось в повышении урожайности зерновых до 17 центнеров с гектара уже к 1970 году. Проводилась активная мелиорация Полесья (к середине 1980-х годов было осушено 2,7 млн гектаров земель). Вместе с тем, в начале 1980-х годов рост урожайности основных сельскохозяйственных культур замедлился, чрезвычайно высокими оставались потери сельскохозяйственной продукции при уборке, транспортировке и хранении (терялось 49 % картофеля, 33 % овощей, 20 % зерновых). Создание Аграрно-промышленного комплекса «Белагропром» и принятие продовольственной программы не решили основных проблем в сельском хозяйстве. Кризис в сельском хозяйстве привёл к нормированию потребления на ряд товаров и вводу карточной системы. Попытка реформирования колхозной системы в конце 1980-х годов путём децентрализации и увеличения самостоятельности колхозов не была реализована в полной мере.
В 1991 году вывоз продовольственных товаров (включая продовольственные товары промышленной переработки) в другие союзные республики значительно превышал ввоз из других республик. Объём вывоза продуктов животноводства в 1991 году составил 2085,3 млн руб. (1307,2 тыс. т молока и молочных продуктов, 165,9 тыс. т мяса и мясопродуктов в пересчёте на мясо, 88,8 млн яиц и яйцепродуктов в пересчёте на яйца), объём ввоза — 15,5 млн руб. Объём вывоза продуктов растениеводства в 1991 года составил 409,8 млн руб., объём ввоза — 519,4 млн руб. Крупнейшей позицией вывоза продукции растениеводства в другие союзные республики был картофель (341,9 тыс. т), а ввозились в основном овощи (87,2 тыс. т), фрукты и ягоды (37,7 тыс. т), бахчевые (44,5 тыс. т).
В 1980 году в БССР насчитывалось 1801 колхоз и 897 совхозов, в которых было занято 781 и 310 тыс. человек соответственно, в 1990 году — 1641 колхоз и 866 совхозов с числом занятых 656 и 310 тыс. человек соответственно. В 1990 году колхозы пользовались 5594 тыс. га сельскохозяйственных угодий (в том числе 3604 тыс. га посевной площади), совхозы — 3021 тыс. га всех угодий и 1974 тыс. га посевной площади. В 1990 году из 866 совхозов 415 были мясными и мясо-молочными, 253 — молочными и молочно-мясными, 65 — птицеводческими, 44 — свиноводческими, 33 — овощеводческими, 25 — зерновыми и семеноводческими, другие специализированные совхозы были немногочисленными. В 1990 году поголовье общественного продуктивного скота в колхозах составляло 4100 тыс. голов крупного рогатого скота (в том числе 1138 тыс. коров), 1935 тыс. свиней, 180 тыс. овец, в совхозах — 2039 тыс. голов крупного рогатого скота (в том числе 552 тыс. коров), 1334 тыс. свиней, 27 тыс. овец. В 1990 году колхозы произвели 554 тыс. мяса в убойном весе, 3654 тыс. т молока, 65 млн яиц, совхозы — 350 тыс. т мяса в убойном весе, 1338 тыс. т молока, 2205 млн яиц. Средняя рентабельность колхозов в 1980 году составляла −1,8 %, совхозов — +3,1 %, среднемесячная оплата труда колхозников составляла 102 руб., работников совхозов — 119 руб., в 1990 году рентабельность выросла до +42,5 % и +42,9 % соответственно, заработная плата — до 247 и 256 руб. соответственно.
Общая посевная площадь сельскохозяйственных угодий в 1990 году составила 9265 тыс. га, в том числе 6126 тыс. га пашни. В 1990 году 2645 тыс. га было засеяно зерновыми и зернобобовыми (озимая рожь — 917 тыс. га, озимая пшеница — 125 тыс. га, яровая пшеница — 15 тыс. га, яровой ячмень — 1029 тыс. га, овёс — 360 тыс. га, гречиха — 18 тыс. га, 172 тыс. га — зернобобовые), 248 тыс. га — техническими культурами (лён-долгунец — 149 тыс. га, сахарная свекла — 46 тыс. га), 638 тыс. га — картофелем, 41 тыс. га — овощами, 2554 тыс. га — кормовыми культурами (многолетние травы — 1497 тыс. га, однолетние травы — 469 тыс. га, кукуруза на силос — 469 тыс. га, кормовые корнеплоды — 139 тыс. га).
Среднегодовой валовой сбор зерна в 1976—1980 годах составлял 5230 тыс. т, в 1981—1985 годах — 5403 тыс. т, в 1986—1990 годах — 6836 тыс. т (в том числе 7035 тыс. т в 1990 году), в 1991 году — 6296 тыс. т. Крупнейшими производителями зерна были Минская область (1483 тыс. т в 1990 году) и Гродненская область (1285 тыс. т в 1990 году). Урожайность зерновых (в весе после доработки) в 1981—1985 годах составила в среднем 18,6 ц/га, в 1986—1990 годах — 25,2 ц/га (в 1990 году — 26,6 ц/га), в 1991 году — 24,2 ц/га. Наблюдалось сильное расслоение по урожайности между областями: в 1991 году урожайность зерновых в Гродненской области составила 33 ц/га, в Витебской области — 15,8 ц/га. Валовой сбор картофеля сократился с 12,9 млн и в среднем за 1976—1980 годы до 11,6 млн т в среднем за 1981—1985 годы и до 10,5 млн т в 1986—1990 годах (в 1990 году — 8,6 млн т, в 1991 году — 9 млн т). Урожайность картофеля в 1981—1985 составляла 154 ц/га, в 1986—1990 — 157 ц/га, в 1990—135 ц/га, в 1991—137 ц/га. Валовой сбор овощей в 1981—1985 годах составил 884 тыс. т, в 1986—1990 — 843 тыс. т, в 1990—749 тыс. т, в 1991—918 тыс. т. Валовой сбор льноволокна в 1981—1985 составлял в среднем 100 тыс. т, в 1986—1990 — 89 тыс. т, в 1990 — 52 тыс. т, в 1991 — 76 тыс. т; урожайность возросла с 4,6 ц/га в 1981—1985 до 6,3 ц/га в 1991. Валовой сбор сахарной свеклы в 1981—1985 составлял 1383 тыс. т (урожайность 254 ц/га), в 1986—1990 — 1592 тыс. т (урожайность 312 ц/га).
В 1990 году парк тракторов во всех категориях хозяйств составил 126,2 тыс., грузовых автомобилей — 74 тыс., зерноуборочных комбайнов — 30,3 тыс., тракторных плугов — 42,4 тыс., тракторных сеялок (без туковых) — 37,4 тыс., тракторных культиваторов — 56,1 тыс., силосоуборочных и кормоуборочных комбайнов — 9,3 тыс., картофелеуборочных комбайнов — 8,7 тыс. В 1990 году сельскому хозяйству было поставлено (в пересчёте на 100 % питательных веществ) 682 тыс. т азотных, 483 тыс. т фосфорных и 986 тыс. т калийных удобрений (в пересчёте на гектар пашни — 120, 85 и 173,5 кг соответственно), а также 15 тыс. т химических кормовых добавок.

## Транспорт
Основной вид транспорта — железнодорожный.
В 1980—1991 годах эксплуатационная длина железных дорог возросла с 5512 до 5567 км, в том числе электрифицированных — с 391 до 894 км. В 1990 году железнодорожным транспортом было отправлено 147,2 млн человек (в том числе 127,2 — в пригородном сообщении), пассажирооборот составил 16852 млн пассажиро-километров, среднее число поездок на одного жителя — 14,3 (в том числе 12,4 в пригородном сообщении)
В силу особенностей географического положения Белорусской ССР транзитные межрайонные и экспортно-импортные грузы занимали большое место в железнодорожных перевозках. Крупнейшими железнодорожными узлами республики являлись Минск, Орша, Брест, Барановичи, Гомель, Жлобин, Витебск, Могилёв.
В 1985—1991 годах протяжённость автомобильных дорог выросла с 40,5 до 49,3 тыс. км (в том числе с твёрдым покрытием — с 38,4 до 47,2 тыс. км). Число грузовых автомобилей снизилась с 34,7 до 34,2 тыс. штук. В 1990 году автомобильным транспортом было отправлено 428,1 млн т грузов, грузооборот составил 7,7 млрд ткм, средняя дальность перевозки 1 т груза — 17,9 км. Коэффициент использования пробега грузовых автомобилей (пробег с грузом в процентах к общему пробегу) составил 59,2.
В 1990 году в БССР насчитывалось 12,1 тыс. автобусов, которые перевезли 2399 млн пассажиров (в том числе 527 млн в сельской местности; 104,4 млн междугородными автобусами, 1836 млн внутригородскими автобусами, 458,8 млн пригородными автобусами), пассажирооборот составил 19,8 млрд пассажиро-километров (в том числе 11,6 в сельской местности), средняя дальность поездки одного пассажира составила 8,2 км (63 км в междугородном сообщении, 3,5 км во внутригородских перевозках, 14,6 км в пригородных перевозках). В среднем на одно место автобуса приходилось 6,8 тыс. пассажиров и 55,8 тыс. пассажиро-километров. Среднесуточный пробег одного автобуса составлял 237 км, коэффициент использования автобусного парка — 78. Протяжённость эксплуатационного одиночного трамвайного пути в Минске, Витебске, Мозыре и Новополоцке в 1990 году составила 201 км, одиночной троллейбусной линии — 861 км в 7 городах (в том числе 472 км в Минске), метрополитена (в двухпутном исчислении) — 16 км (открыт в 1984 году в Минске). в БССР насчитывалось 453 трамвайных вагона, 1888 троллейбусов и 112 пассажирских вагонов метрополитена. Трамваями в 1990 году было перевезено 175,1 млн человек, троллейбусами — 846,1 млн человек, метрополитеном — 101,6 млн человек.
Развит трубопроводный транспорт. Судоходство по Припяти, Днепровско-Бугскому каналу, Днепру, Сожу, Березине, Западной Двине, Неману.
В 1990 году речным транспортом было отправлено 18,4 млн т грузов (грузооборот — 1805 млн ткм), перевезено 912 тыс. пассажиров (среднее расстояние — 32 км).
В 1990 году воздушным транспортом было отправлено 25,3 тыс. т грузов и почты и 2171 тыс. пассажиров.